# Don’t Feed da Animals
Don't Feed da Animals – drugi studyjny album amerykańskiego rapera Gorilla Zoe. Został wydany w marcu 2009 roku. Album zadebiutował na 8. miejscu notowania Billboard 200, na 2. na Top R&B/Hip-Hop Albums i 1. na Top Rap Albums.

## Lista utworów
1. "Untamed Gorilla" (Feat. JC)
2. "What It Is" (Feat. Rick Ross & Kollosus)
3. "Dope Boy"
4. "Lost"
5. "I'm Dumb"
6. "Shit On 'Em"
7. "Hood Clap"
8. "Helluvalife" (Feat. Gucci Mane & OJ Da Juiceman)
9. "I Got It" (Feat. Big Block)
10. "Watch Me" (Feat. Yung Chris)
11. "Man I"
12. "Talk Back" (Feat. Ebonylove & Roxy Reynolds)
13. "So Sick"
14. "Echo"

## Notowania
| Notowanie (2009)                      | Najwyższa pozycja |
| ------------------------------------- | ----------------- |
| U.S. Billboard 200                    | 8                 |
| U.S. Billboard Top R&B/Hip-Hop Albums | 2                 |
| U.S. Billboard Top Rap Albums         | 1                 |